# فرودگاه بین‌المللی دوهوک
فرودگاه دوهوک (به انگلیسی: Duhok International Airport) (به زبان بومی: Balafirgeha Nêvdewletî ya Duhokê) یک فرودگاه همگانی گشتی با کد یاتا NA است که یک باند فرود آسفالت دارد و طول باند آن - متر است. این فرودگاه در شهر دهوک کشور کردستان عراق قرار دارد .